# Oncești (gmina w okręgu Marmarosz)
Oncești – gmina w Rumunii, w okręgu Marmarosz. Obejmuje tylko jedną miejscowość Oncești. W 2011 roku liczyła 1549 mieszkańców.